# Amy Johnson
Amy Johnson (Kingston upon Hull, 1. srpnja 1903. – London, 5. siječnja 1941.)  pionirka je engleskog zrakoplovstva.
Amy Johnson pokazala je da žene mogu uspjeti u muškom svijetu. Kad je u lipnju 1929. godine naučila letjeti, Amy je postala prva žena - pilot u svijetu.
Njezin instruktor letenja rekao je da će je prihvatiti kao pilota samo ako napravi nešto izuzetno, recimo da leti do Australije. I tako je u travnju 1930. poletjela na 19-dnevni let kojim je preletjela polovicu svijeta. Unatoč lošem vremenu, prekidima i prisilnim slijetanjima, stigla je u Australiju. Stigla je i u knjige rekorda: zbog ovog i drugih letova. Upamćena je kao velika zrakoplovka.

## Rani život
Amy Johnson je rođena 1903. u engleskoj luci Hull gdje su njezini roditelji radili u ribarskoj industriji. Krenula je na sveučilište, a zatim završila tečaj za tajnice. No, nije željela obavljati neki od uredskih poslova koji su se 1920-ih nudili ženama. Johnson je naučivši letjeti prevladala veliku predrasudu. Letenje je bio muški posao i vrlo je malo letačkih klubova prihvaćalo žene. No, ona je ustrajala i stekla licencu aeronautičkog inženjera.

## Let do Australije
Amy Johnson prešla je od Londona do Australije 16.000 km za 19 dana te sletjela u Darwinu 24. travnja 1930. godine. Na tom putu morala se nositi s džunglom, pješčanom olujom i kvarovima aviona.

### Oprema
Kao solo pilot, Johnson je morala ponijeti opremu za različite situacije. Ponijela je letačko odijelo i kacigu, no, većim dijelom puta, nosila je kratke hlače. Da bi se obranila, ponijela je pištolj. Udvostručila je pribor za prvu pomoć, kao i alat za popravak letjelice. Avion koji je Johnson odabrala za svoj let bio je polovni Ciganski moljac, jedan od najpopularnijih tadašnjih malenih aviona. Nadogradila mu je dodatne spremnike goriva za duge letove. Platnena krila su se tijekom leta oštetila pa ih je pokrpala ljepljivim gipsom.

### Ruta
Plan Johnsonove bio je izbjegavati let nad otvorenim morem, gdje bi mogućnosti za preživljavanje bile mnogo manje ako se sruši. Stoga je letjela jugoistočno preko europskog kopna i Azije, a potom je skrenula dolje prema Malajskom poluotoku i prelijetala od otoka do otoka duž Indonezije. Posljednji dio leta bio je najriskantniji zato što je morala preletjeti izloženo Timorsko more.

### Slijetanje u Darwinu
Kad je Johnson poletjela s londonskog aerodroma Croydonu, bila je nepoznata. Kako je napredovala, novine i radio počeli su izvještavati o njezinom epohalnom letu. U trenutku kad je silazila iz svog aviona u Darwinu, bila je međunarodna junakinja.

## Kasniji život
Veliki let učinio je Amy Johnson slavnom u cijelom svijetu. Britanske novine Daily Mail dale su joj 10.000 funti da bi krenula na reklamnu turneju i po cijelom je svijetu održala brojne govore i predstavljanja za medije. O njoj i njezinom čudesnom letu pisane su pjesme. Međutim, za Johnson je takav publicitet bio vrlo naporan i na kraju je doživjela živčani slom.

### Brak
Johnson se udala za pilota Jamesa Mollisona i taj se brak činio savršenim. Zajedno su izveli nekoliko dugih letova. No, par se nije slagao. Njihov brak je uskoro propao i Johnson se vratila svojoj karijeri solo letenja.

### Nestanak
Godine 1940. Amy Johnson je počela raditi i vozila je avione britanskog ratnog zrakoplovstva iz tvornice u Škotskoj do zračnih baza na jugu Engleske. Dana 5. siječnja 1941. avion kojim je upravljala iz Prestwicka, nedaleko Glasgowa, srušio se u estuarij Temze kod Londona. Njezino tijelo nikad nije pronađeno.

## Vanjske poveznice
- Amy Johnson: Pionirka avijacije (engl.)